# Geologia dell'area vulcanica di Lassen

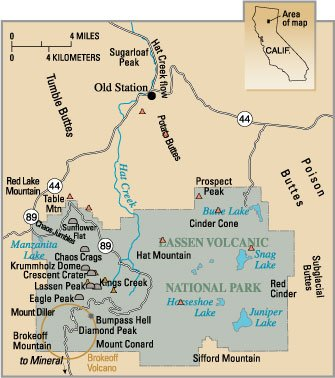
Le eruzioni nell'area vulcanica di Lassen negli ultimi 70.000 anni. Il cerchio mostra la base del Monte Tehama. Vedi l'.

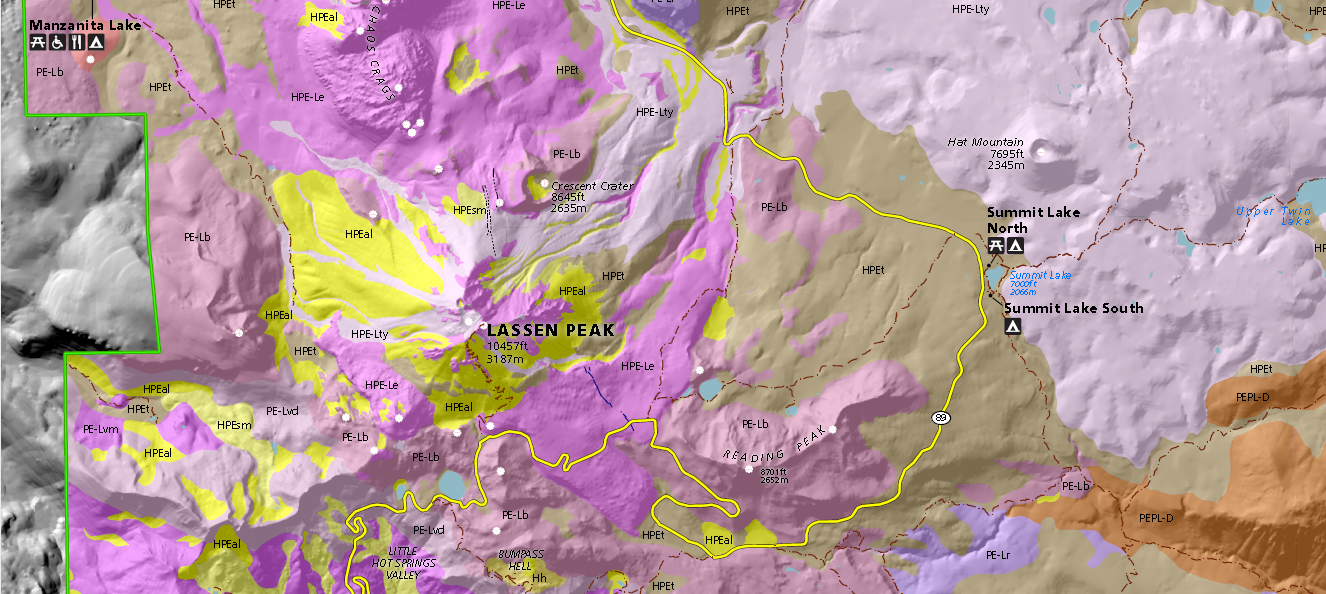
Mappa geologica del Picco Lassen, dove un asterisco indica la localizzazione di una bocca, HPE al è alluvio/ghiaione/colluvio, HPE t è tillite e PE-Lvd è la Sequenza Brokeoff Volcano Diller.

La geologia dell'area vulcanica di Lassen presenta una storia di sedimentazione e attività vulcanica nell'area dentro e intorno al Parco nazionale vulcanico di Lassen nella California settentrionale (Stati Uniti d'America). Il parco è localizzato nella parte più meridionale della Catena delle Cascate nella regione del Nord-ovest Pacifico degli Stati Uniti. Le placche tettoniche dell'Oceano Pacifico si sono immerse sotto la Placca nordamericana in questa parte del Nordamerica per centinaia di milioni di anni. Il calore proveniente da queste placche in subduzione ha alimentato decine di vulcani in California, Oregon, Washington e Columbia Britannica almeno durante gli ultimi 30 milioni di anni (vedi Geologia del Nord-ovest Pacifico) ed è responsabile anche delle attività nell'area vulcanica di Lassen.
Fra 3 e 4 milioni di anni fa, colate di fango di origine vulcanica chiamate lahars colarono lungo parecchie montagne importanti, che includevano i vicini ma ormai estinti Monte Yana e Monte Maidu per diventare la Formazione Toscana. Colate di lava basaltiche e in seguito da andesitiche a dacitiche coprirono aree sempre più grandi di questa formazione per formare infine l'altopiano lavico sul quale poggia il parco. Circa 600.000 anni fa, il Monte Tehama iniziò a sollevarsi come uno stratovulcano nell'angolo sud-occidentale del parco, raggiungendo infine un'altezza stimata di 3 400 m. In seguito a una serie di eruzioni approssimativamente 350.000 anni fa, il suo cono collassò su sé stesso per formare una caldera larga 3,2 km.
Grosso modo 27.000 anni fa, un duomo di lava di dacite si fece rapidamente strada attraverso il fianco nord-orientale distrutto del Tehama, diventando il Lassen Peak, approssimativamente più basso di 300 m. La forma del Lassen fu significativamente alterata dall'erosione glaciale da 25.000 a 18.000 anni fa durante la glaciazione del Wisconsin. Da allora, duomi di dacite più piccoli come i Chaos Crags, vecchi di 1.100 anni, si sono formati intorno al Lassen. Eruzioni freatiche (con esplosione di vapore), colate di lava di dacite e andesite insieme alla formazione di coni di ceneri sono continuate fino ai tempi moderni. La più notevole di queste è l'eruzione e la formazione tra la metà e la fine del XVII secolo (date in base agli anelli di crescita degli alberi) di Cinder Cone e l'eruzione all'inizio del XX secolo del Lassen Peak. L'unica attività da allora è stato il ribollimento costante dei vasi di fango e l'esalazione di vapore delle fumarole dalle varie aree geotermiche del Parco nazionale vulcanico di Lassen. Tuttavia, esiste la possibilità di una rinnovata e vigorosa attività vulcanica che potrebbe minacciare la vita e il patrimonio dell'area.

## Ambiente geologico regionale

### Ambiente attuale
L'area vulcanica di Lassen giace all'estremità meridionale della Catena delle Cascate, che si estende verso nord per circa 800 km dal Lassen Peak all'interno del parco attraverso l'Oregon e lo stato di Washington e fino alla Columbia Britannica. Il Lassen Peak e i 16 altri maggiori vulcani delle Cascate formano un segmento di un anello di vulcani che circondano l'Oceano Pacifico, noti collettivamente come la Cintura di fuoco del Pacifico. I vulcani delle Cascate sono alimentati dal calore generato dalle placche tettoniche di Gorda e Juan de Fuca che vengono subdotte sotto la Placca nordamericana, molto più larga ma più leggera. Posta circa 480 km al largo, il centro di diffusione della Placca di Gorda Plate spinge fuori ogni anno circa 2,5 cm di nuova crosta verso la costa della California più settentrionale e dell'Oregon meridionale.
La composizione della roccia fusa (magma) che alimenta il vulcanismo nell'area vulcanica di Lassen varia ampiamente nel suo contenuto di silice o SiO2; più alto è il contenuto di silice, maggiore è l'abilità del magma di intrappolare e trattenere il gas e il vapore acqueo. Quando il magma ad alto contenuto di silice (dacitico) risale alla superficie della Terra, i gas e i vapori intrappolati eruttano esplosivamente producendo nuvole di cenere e colate piroclastiche che consistono di gas surriscaldato, cenere e frammenti vulcanici. Il magma dacitico che è estruso non esplosivamente come lava forma i duomi di lava perché è troppo viscoso (appiccicoso) per scorrere lontano dalla sua sorgente. Il magma a basso contenuto di silice (basaltico) è più fluido e di solito erutta come lava in eruzioni meno esplosive della dacite perché il gas e il vapore acqueo fuggono facilmente da esso. Le eruzioni di magma basaltico producono tipicamente colate di lava allungate, come pure costruiscono coni di ceneri (pile di piccoli frammenti schiumosi di lava o "ceneri") intorno alle bocche vulcaniche.
Il vulcanismo basaltico nell'area vulcanica di Lassen si presenta principalmente lungo catene di bocche allineate in una direzione nord o nord-ovest, parallela alle faglie regionali. Gli esempi includono Poison Buttes, Subglacial Buttes, Tumble Buttes, l'area di Prospect Peak-Red Cinder, il lato est della Valle di Hat Creek e dell'area di Potato Buttes-Sugarloaf e l'area di Red Lake Mountain. Il vulcanismo basaltico prolungato in un singolo sito può produrre una struttura ragguardevole, come gli ampi, relativamente piatti vulcani a scudo di Prospect Peak e Sifford Mountain.
A nord-ovest del parco si trovano i Monti Klamath (un termine collettivo per le catene montuose Siskiyou, Trinity, Salmon e Marble). Ad ovest si trova la Valle del Sacramento. Appena a sud del parco comincia la Sierra Nevada, e ad est si trovano l'Altopiano Modoc e poi il Gran Bacino.

### Storia geologica della regione

I maggiori vulcani della Catena delle Cascate sono alimentati dal calore generato quando le placche tettoniche si immergono sotto il Nordamerica.

Tutta la roccia ora esposta nell'area del parco è vulcanica, ma non è sempre stato così. Per centinaia di milioni di anni, la regione di Lassen subì ripetuti sollevamenti per formare montagne, solo per farle assottigliare e sommergere sotto l'invasione dei mari. Durante i periodi di sommersione, furono depositati sabbia, fango e calcare. Occasionalmente l'attività vulcanica era associata alla formazione di montagne.
Circa 70 milioni di anni fa; l'area dove è ora situata la Catena delle Cascate era sotto la più recente invasione da parte dell'Oceano Pacifico. Le rocce che costituiscono la moderna Sierra Nevada e i Monti Klamath erano già in esistenza ma sepolte profondamente. Circa 70 milioni di anni prima (140 milioni di anni prima del presente), le rocce che ora costituiscono i Klamath si staccarono dalle Sierre e si spostarono 97 km a ovest, lasciando lo "Stretto di Lassen" inondato. Questa ampia depressione era un canale marittimo che collegava il bacino marino in California con quello nell'Oregon centro-orientale.
L'intera porzione occidentale del Nord America stava venendo deformata a causa dell'orogenesi laramide iniziata circa 70 milioni di anni fa. Gradualmente durante milioni di anni, le rocce crostali furono piegate e fratturate e i mari allontanati. Questo stesso piegamento e rottura delle rocce alleviava la pressione sul materiale bollente sotto la superficie della Terra sotto la crosta e permetteva al magma di risalire verso la superficie. I vulcani esplosero in attività a partire da 30 milioni di anni fa dallo stato di Washington verso sud lungo le Cascate e nell'area ora occupata dalla Sierra Nevada. Questa attività continuò fino ad approssimativamente 11 o 12 milioni di anni fa. La lava e la cenere raggiuunsero uno spessore fino a 3 000 m in alcune aree, formando quelle che sono ora note come le Cascate occidentali. Queste sono state poi erose fino a diventare ora colline ondulate.
Nel frattempo, verso la fine di questa attività, eruzioni di tipo diverso ebbero luogo su una scala senza precedenti nell'Oregon e nel Washington orientali. Da innumerevoli crepe, inondazioni di lava basaltica altamente fluida si riversarono per coprire un'area di oltre 520 000 km². Ora noto come Altopiano del Columbia, questo grande letto di lava dell'inondazione basaltica copre gran parte dell'Oregon, del Washington e perfino parti dell'Idaho. L'Altopiano Modoc nella California Settentrionale è una colata basaltica più sottile che alcuni geologi associano all'Altopiano del Columbia, ma su questo vi sono obiezioni tecniche. Le Alte Cascate (il settore centrale della catena, dove si trovano le cime più alte) presero forma come una cintura montuosa distinta in conseguenza di questo sollevamento e del piegamento della spessa coltre di rocce vulcaniche. Durante i successivi 10 milioni di anni, si formarono una serie di nuovi coni basaltici simili ai vulcani a scudo che si trovano ora nelle Hawaii.

## Formazione delle rocce del basamento

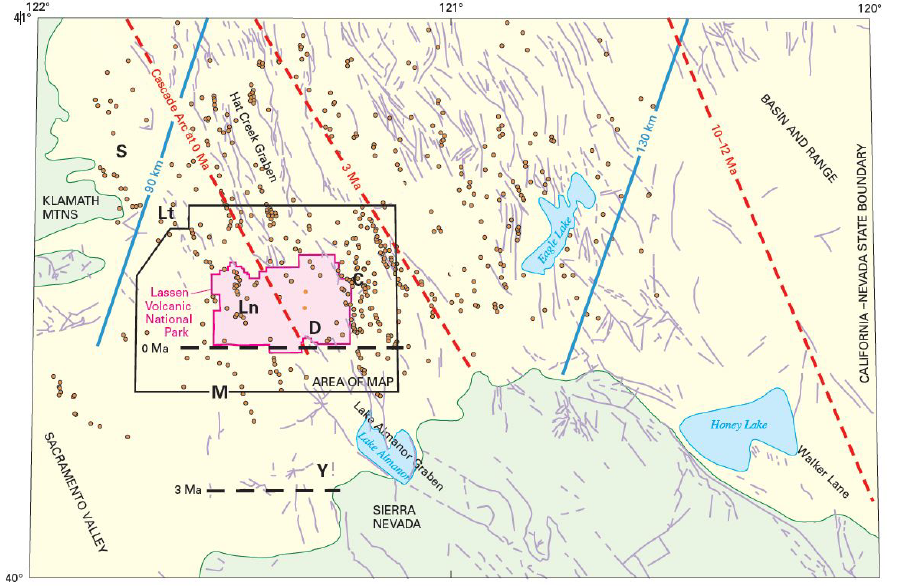
Mappa dei centri vulcanici, dove Y è Yana, M è Maidu, D è Dittmar, Ln è Lassen, Lt è Latour, C è Caribou ed S è Snow Mountain.

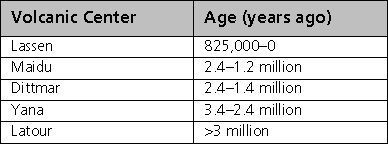

Tra due e tre milioni di anni fa, durante il Pliocene, la Sierra Nevada fu sollevata e inclinata verso ovest. Una serie di colate di fango vulcaniche (lahars) da tre delle maggiori aree sorgente fornì detriti che coprirono quasi 52 000 km²} per formare la più antica e distintiva formazione geologica delle Alte Cascate. La Formazione Toscana (Tuscan Formation) che ne è risultata non è esposta da nessuna parte nel parco nazionale, ma è appena sotto la superficie in molti luoghi al suo interno. Il materiale piroclastico più antico della formazione ha 3 o 4 milioni di anni. La parte più giovane della formazione consiste di conglomerati intercalati e di brecce vulcaniche che hanno 2 milioni di anni.
Una delle maggiori sorgenti della formazione era il Monte Yana, concentrato 5 km a sudest di Butt Mountain e a sud del parco. Il Monte Yana aveva probabilmente raggiunto la sua grandezza completa di 3 000 m di altezza e di 24 km di diametro prima che il Monte Maidu, la seconda sorgente, avesse compiuto metà della sua crescita. Il Monte Maidu, che alla fine sorpassò il Monte Yana in grandezza, era concentrato su quella che è ora la città di Mineral, California, ma è estinto da centinaia di migliaia di anni (la pianura erbosa intorno alla città è la caldera del Maidu). Una terza sorgente situata a nord di Latour Butte diede un contributo minore alla formazione. Sorgenti minori includevano un'area vicino a Hatchet Mountain Pass (a nordovest di Burney Mountain), dicchi a sud e a sudovest di Inskip Hill e probabilmente Campbell Mound (a nord di Chico, California).
Nel frattempo, all'interno dei confini del parco altri eventi vulcanici stavano avendo luogo. Lave basaltiche si riversarono nelle vicinanze del Lago Willow nella porzione sud-occidentale del parco. Queste furono seguite da una spessa sequenza di lave andesitiche molto fluide che eruttarono vicino al Lago Juniper e scorsero verso ovest per circa 6 km. Circa nello stesso tempo, altre lave andesitiche si riversarono da varie bocche sull'altopiano per coprire un'area di almeno 78 km². Incluse tra queste colate vi erano le lave di andesite porfiritica nera del Lago Twin, che erano notevoli in quanto contenevano xenocristi di quarzo. Le andesiti di Flatiron si riversarono sulla parte sud-occidentale dell'area del parco intorno a questo periodo. Apparentemente, le bocche di queste lave rinnovarono l'attività in una data molto successiva per formare tre coni di ceneri: Hat Mountain, Crater Butte e Fairfield Peak.
Un po' più tardi, lave andesitiche si riversarono fuori da quello che è ora il Reading Peak e scorsero principalmente a sud e ad est, raggiungendo il fondo della Warner Valley. A questo punto, la porzione orientale del parco era stata trasformata in una pianura relativamente piatta. L'attività fu seguita da un'eruzione dei basalti orientali dai vulcani a est del parco. Queste spesse colate si sono successivamente erose per produrre le colline frastagliate che limitano il parco ad est. Prese insieme, queste varie colate formarono l'altopiano di lava su cui è localizzata l'area vulcanica di Lassen.

## I vulcani sorgono e cadono nell'area del parco

### Monte Tehama e rocce vulcaniche pre-Lassen

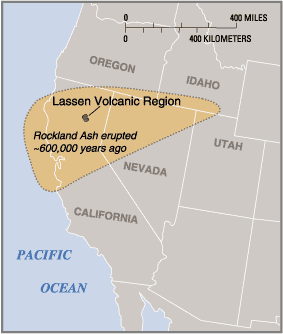
Il Rockland Ash eruttò circa 600.000 anni fa dal Monte Tehama (alcune fonti danno una data di 400.000 anni prima del presente.) Quell'evento fu 50 volte più grande dell'eruzione del Monte Sant'Elena del 1980.

Da 600.000 a 400.000 anni ago, eruzioni formarono un grande stratovulcano conico chiamato Monte Tehama (talvolta detto anche Brokeoff Volcano) in quello che è ora l'angolo sud-ovest del parco. Era fatto di strati grosso modo alternati di lave andesitiche e tefrite (cenere vulcanica, breccia e pomice), questi ultimi crescenti con l'altezza.
Il Tehama raggiunse alla fine un'altezza di circa 3 400 m, era largo da 18 fino a 24 km alla sua base, e conteneva 80 km³ di materiale. La sua bocca principale giaceva nelle vicinanze di quello che è ora Sulphur Works, ma una seconda bocca dalla quale non uscivano lave si trovava sul fianco orientale di Little Hot Springs Valley. Contrariamente alla credenza popolare, Bumpass Hell non è una delle bocche principali del Tehama, dal momento che è localizzato al di fuori della caldera.

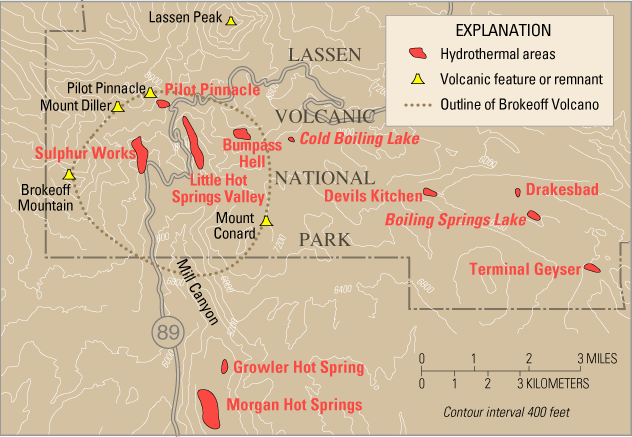
Estensione del Tehama mostrata dal contorno.

È possibile che il Tehama sia crollato lungo una serie di linee di faglia che la intersecano. L'innesco per questo possibile crollo può essere stato il rilascio delle estese quantità di lava che formarono i duomi dacitici sul suo fianco. Più probabilmente, il vulcano fu consumato dall'azione degli agenti atmosferici; i gas il vapore vulcanici bollenti trasformarono la roccia dura in argilla tenera che fu facilmente erosa dall'azione glaciale. In entrambi i casi, i resti più grandi del Tehama includono la Brokeoff Mountain, il Monte Conard, il Monte Diller e il Pilot Pinnacle. Le andesiti eruppero di nuovo nell'area a partire approssimativamente da 300.000 anni fa, mentre le daciti eruppero tra 250.000 e 200.000 anni fa e 100.000 anni fa fino al presente.
Quattro vulcani a scudo (Raker Peak, Prospect Peak, Sifford Mountain e Monte Harkness) crebbero ad altezze da 2 100 fino a 2 600 m agli angoli dell'altopiano centrale. Il Raker Peak eruttò lave andesitiche, mentre dagli altri colò basalto. Ciascuno di questi vulcani sviluppò un cono cilindrico sulla cima durante gli ultimi stadi di eruzione. In seguito, una massa di riolite fu spinta attraverso il fianco nord di Sifford Mountain e un tappo di dacite fu spinto in alto attraverso il fianco ovest del Raker Peak.
Negli ultimi 50,000 anni, almeno sette importanti episodi di vulcanismo dacitico produssero duomi di lava e depositi piroclastici nell'area vulcanica di Lassen, e altri cinque episodi produssero colate di lava basaltiche e andesitiche (con un contenuto di silice tra il basalto e la dacite). Le eruzioni sono avvenute in siti che includono il Lassen Peak, i Chaos Crags e il Sunflower Flat (eruzioni dacitiche esplosive seguite dalla crescita di duomi) e Tumble Buttes, Hat Mountain e Prospect Peak (eruzioni basaltiche). In aggiunta, circa 30 vulcani eruttarono lave basaltiche nella regione più vasta che circonda il centro vulcanico del Lassen.

### Sviluppo del Lassen Peak

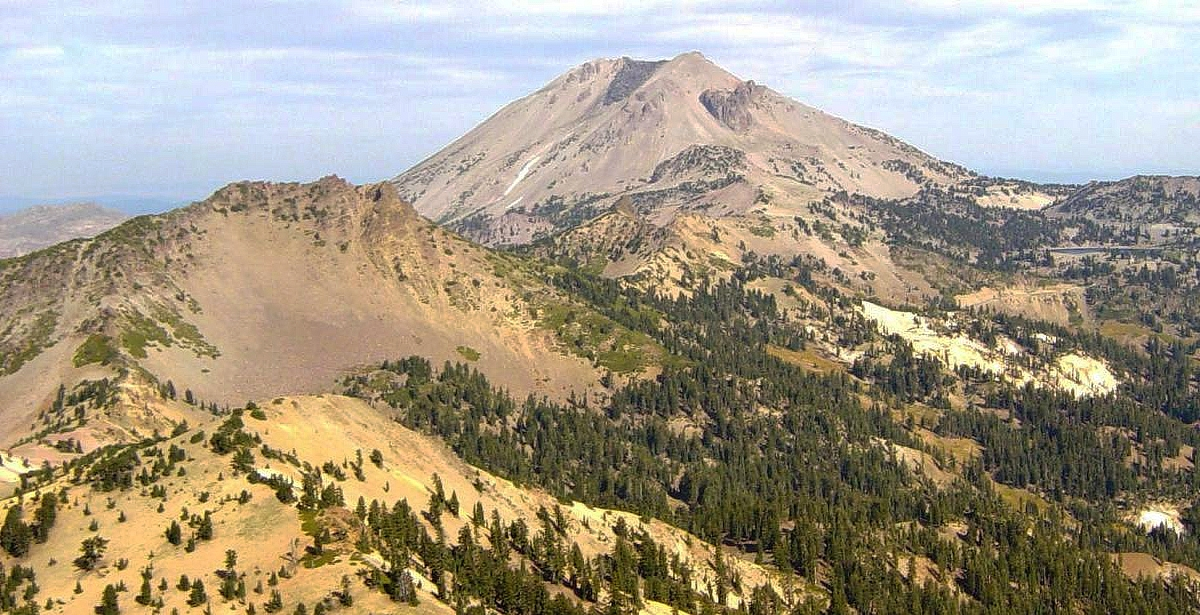
Il Lassen Peak dalla cima di Brokeoff Mountain. La foto mostra la lingua di lava del 1915 e il Volcan's Eye.

La datazione radiometrica indica che intorno a 31.000 anni fa si aprì una nuova bocca sul pendio nord-orientale del Tehama, probabilmente vicino a dove sorge ora il Lassen Peak. Torrenti di dacite fluida scorse principalmente verso nord, raggiungendo uno spessore di 460 m e coprendo forse 52 km². Note come Sequenza Loomis, queste daciti pre-Lassen sono le lave nere, vetrose, colonnari che ora circondano Lassen Peak.
In qualche momento tra 25.000 e 31.000 anni fa, il Lassen Peak, un vulcano con il duomo di lava peleano, fu spinto in alto attraverso le daciti pre-Lassen. Il Lassen crebbe oltre la normale grandezza massima dei vulcani con duomi a tappo, 300 m, e raggiunse un'altezza di 550 m al di sopra all'altopiano circostante già in pochi anni. La superficie della pila crescente di circa 4,2 km³ di lava si sbriciolava continuamente, formando enormi banchi di ghiaione. Quando si formò il Lassen Peak sembrava molto simile a come appaiono oggi i duomi vicini dei Chaos Crags, con i fianchi ripidi coperti da ghiaioni di rocce angolari. La forma del Lassen Peak's fu significativamente alterata dall'erosione vulcanica da 25.000 to 18.000 anni fa durante la glaciazione del Wisconsin. Almeno uno dei ghiacciai del Lassen si estese fino a 11 km dal vulcano stesso.
Eruzioni successive, ma non datate precisamente, dall'area vulcanica di Lassen hanno formato oltre 30 accumuli di roccia vulcanica più piccoli, con fianchi ripidi e a forma di tumulo, chiamati duomi di lava. Il Crescent Crater, che a prima vista appare come un parassita sul fianco nord-est del Lassen, è stato pesantemente eroso dal ghiaccio e così è più vecchio. Altri duomi dacitici che sorsero sui fianchi del Tehama sono Bumpass Mountain, Helen Ridge, Eagle Peak, Vulcan's Castle e Reading Peak. Un limite superiore di 10.000 anni è stato fissato per i duomi accanto a Lost Creek (duomi nord). Tutti questi duomi devono essere sorti con grande rapidità.

### Azione glaciale

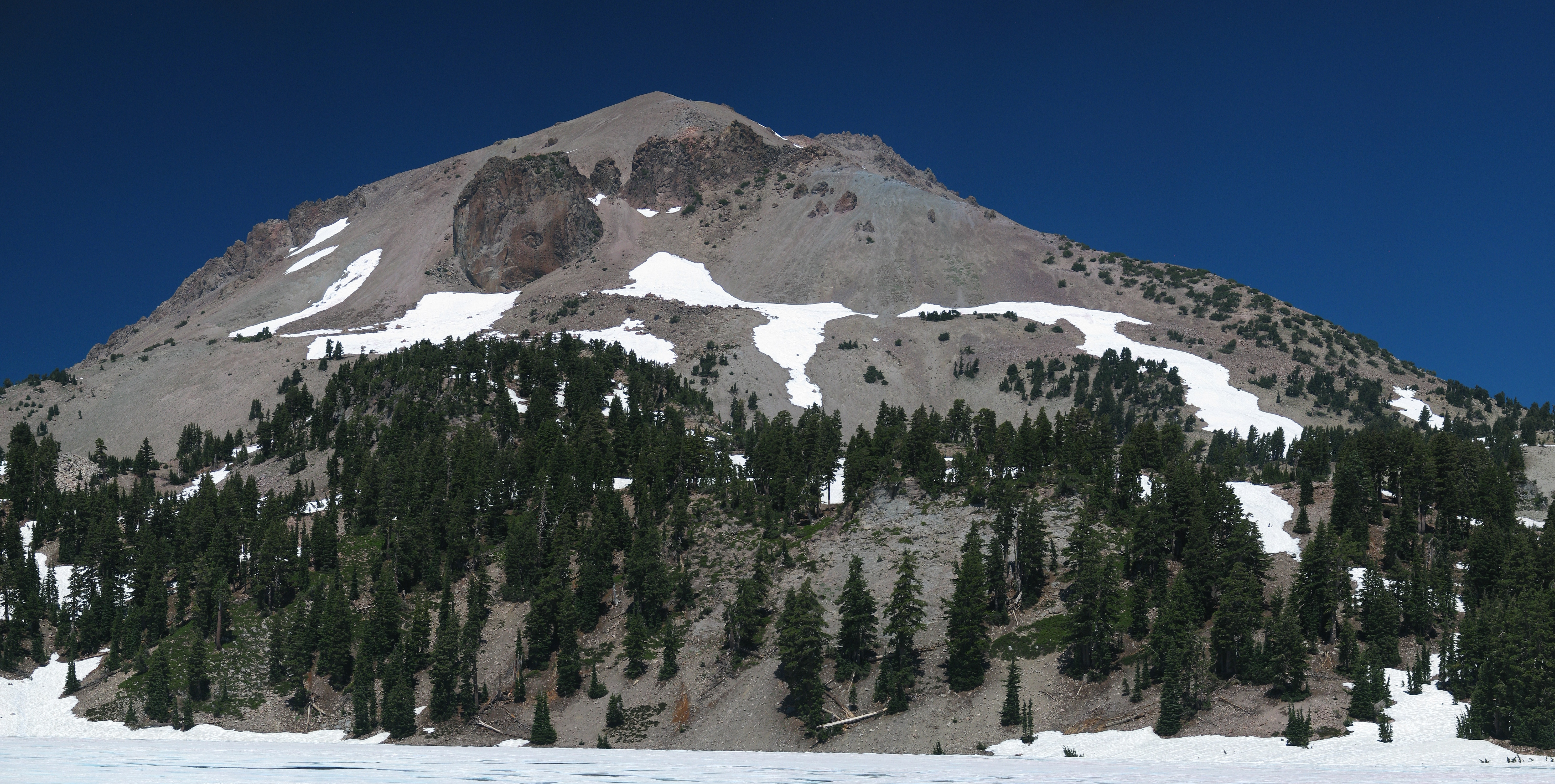
Il Lassen Peak come si cede dal Lago Helen. Il Lago Helen riempie un circo creato da un ghiacciaio che una volta scivolò giù lungo il fianco del Lassen Peak.

La glaciazione ha svolto un ruolo importante ma non del tutto compreso nel parco. I ghiacciai esistevano in tutta l'area del parco durante la maggior parte del Pleistocene, con quelli più piccoli che persistettero ad altezze più elevate fino a tempi relativamente recenti. Il Lassen Peak è situato in un centro dal quale originarono molti di questi ghiacciai. Il ghiaccio glaciale che riempiva Mill Creek (il cui canyon è per la maggior parte post-glaciale), Blue Lake Canyon, Kings Creek Meadows, Flatiron Ridge, Warner Valley e la valle di Manzanita, Hat Creek e Lost Creek ebbe origine da là. In verità, il Lassen Peak sembra essere appoggiato nella depressione scavata dal Ghiacciaio Lost Creek.
Il Reading Peak formava un secondo centro dal quale il ghiaccio si mosse a nord a Hat Creek e Summit Creek. Il ghiaccio che si muoveva verso sud si unì con alcuni dei suddetti ghiacciai e sfociò nella Warner Valley. Sull'altopiano centrale, la catena che collegava Hat Mountain con Crater Butte servì da divisorio tra il ghiaccio che scorreva verso nord a Badger Flat ed Hat Creek e quello che si muoveva verso sud a Corral Meadows, Kings Creek e Warner Valley. Anche il ghiaccio proveniente dal Monte Harkness e da Sifford Mountain andò a finire nella Warner Valley.
La cresta di Saddle Mountain servì da divisorio tra il ghiaccio che andava a nord nella depressione contenente i Laghi Snag e Butte e il ghiaccio che andava a sud entrando nella Warner Valley. Il ghiaccio variava da uno spessore di 490 m nella Warner Valley a strati molto più sottili nelle montagne più alte.

### Attività post-glaciale fino al XIX secolo
Successivamente all'ascesa del Lassen Peak, parecchi coni dacitici di pomice si svilupparono in un rift che si estendeva a nord-ovest dalla base del Lassen Peak. Poi circa 1.100 anni fa parecchi coni dacitici, i Chaos Crags, si protesero attraverso questi coni e li distrussero tutto tranne metà del cono più meridionale. Almeno 300 anni fa una serie di grandi valanghe, innescate probabilmente da esplosioni di vapore, avvennero sul lato nord dei Crags. Queste valanghe crearono i propri "cuscini d'aria" che contribuirono ad accelerarle a velocità che superavano 160 km/h e a spingerle in parte su per Table Mountain. Il mucchio di detriti risultante, il Chaos Jumbles, copre un'area di 6,5 km². Il Lago Manzanita fu formato in conseguenza del Manzanita Creek che veniva sbarrato dalla diga formata dai detriti. Il vapore sorgeva dai duomi di Chaos Crags fino al 1857.

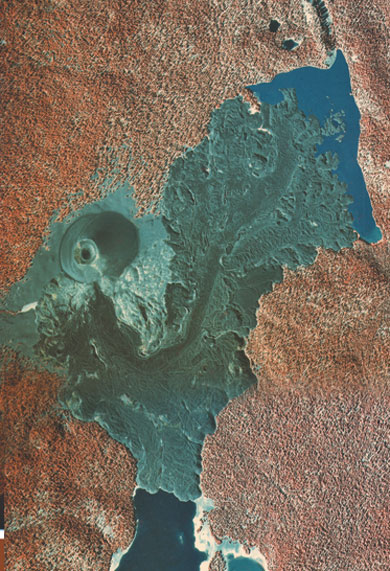
Doto aerea con falsi colori di Cinder Cone e dei Fantastic Lava Beds.

Intorno alla metà del XVIII secolo una serie di eruzioni produsse Cinder Cone nell'angolo nord-est del parco, ammantando nel processo un'area di 30 mi² (78 km²) con materiali piroclastici. La cenere che cadeva sui torrenti di lava che si riversavano dal fianco est del cono formò le Painted Dunes. Una colata di lava basaltica costellata da quarzo (i Fantastic Lava Beds) si riversò dal Cinder Cone e sbarrò a mo' di diga i torrenti che alimentavano il vicino Lago Butte a nord, formando il Lago Snag a sud. Alla fine del XVIII secolo Cinder Cone ebbe la sua più recente eruzione e colata lavica.

### Attività all'inizio del XX secolo

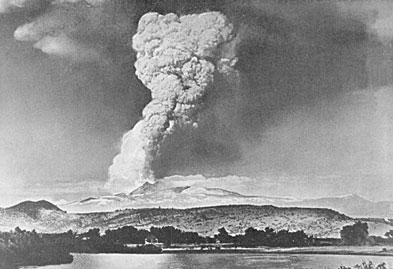
La colonna dell'eruzione con la "Grande Esplosione" del 22 maggio 1915 fu vista fino a di distanza (fotografia di R.E. Stinson).

Le esplosioni si ripresentarono a intervalli irregolari sul Lassen Peak per la maggior parte del 1914. In seguito, il 19 maggio 1915, una massa di lava risalì in cima al cratere e si riversò per 1 000 ft (300 m) lungo il fianco occidentale del vulcano. Estesi lahar (colate di fango) furono creati sul fianco nord-orientale mentre i banchi di neve venivano fusi. I detriti risultanti scorsero lungo il pendio. Divisa dal Raker Peak, parte di questi corsero lungo Lost Creek; la colata rimanente passò oltre l'altura di 30 m a est della strada del parco e precipitò lungo Hat Creek. Un'ampia distesa sterile fu tagliata attraverso la foresta.
Una grande esplosione aprì un nuovo cratere tre giorni dopo il 22 maggio. Una nuvola vulcanica sorse per 12 000 m, ma una porzione della forza esplosiva fu deflessa verso il basso. La successiva colata piroclastica gas surriscaldato, rocce e cenere si diresse con un rombo lungo lo stesso sentiero della colata di fango, producendo come risultato ulteriori danni lungo le sorgenti di Hat e Lost Creeks. La cenere dell'eruzione fu sospinta dal vento verso est con una parte di cenere fine che cadde ad almeno 320 km dal vulcano.
Le ultime importanti eruzioni del Lassen Peak si verificarono da aprile fino a giugno 1917, quando un nuovo cratere fu creato in cima alla montagna. Un'attività meno esplosiva continuò fino al 1921. Alcune autorità, come lo Smithsonian, considerano che l'eruzione del Monte Lassen sia finita il 29 giugno 1917.
Da allora, il vulcano è dormiente, sebbene un po'di vapore ancora sorga dalle piccole bocche sulla sua coma e sui suoi fianchi. La pomice eiettata durante l'eruzione del 1915 del Lassen Peak è cospicuamente stratificato di striature chiare didacite e andacite scura, il che sembra rappresentare due distinti magmi mescolatisi in modo imperfetto durante l'eruzione. L'eruzione del 1915 del Lassen Peak fu la seconda eruzione vulcanica più recente nei 48 stati contigui degli Stati Uniti d'America (dopo l'eruzione del Monte Sant'Elena del 1980 nello stato di Washington).

## Rischi vulcanici

### Rischi diretti delle eruzioni

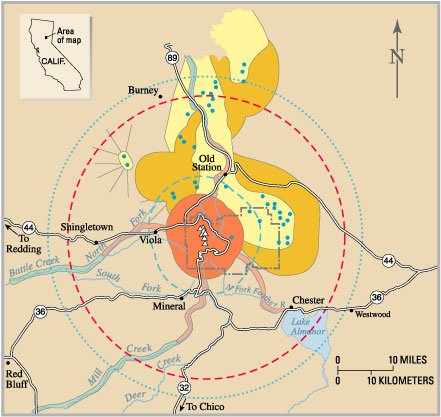
Eischi vulcanici dell'area di Lassen

L'attività vulcanica più comune nel corso degli ultimi 50.000 anni nell'area vulcanica di Lassen consiste di eruzioni di dimensione da piccola a moderata che producono colate di lava basaltica e cascate localizzate di cenere. Queste eruzioni durano tipicamente da alcun mesi a un anno, ma possono continuare per parecchi anni. Possono coprire più di 2,6 km con le colate di lava, costruire coni di cenere alti fino a 300 m, e ammantano molti chilometri quadrati di cenere profonda da vari cm a circa un metro. Poiché queste eruzioni sono relativamente non violente, raramente causano vittime umane.

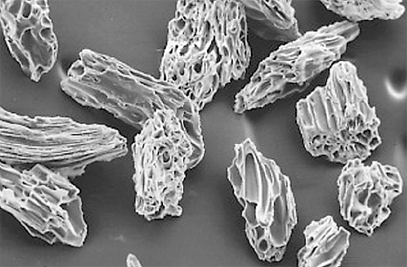
Micrografia di Rockland Ash. La cenere vulcanica è composta di minuscoli frammenti di polvere vitrea angolare e acuminata che si fonde quando è assorbita nei motori degli aviogetti e danneggia i polmoni delle persone che la inalano.

Le eruzioni di dacite nell'area di Lassen cominciano tipicamente con esplosioni di vapore causate dall'interazione del magma risalente con le acque freatiche. Quando il magma dacitico carico di gas vulcanici raggiunge la superficie, erutta esplosivamente, di solito formando una colonna verticale di gas e cenere che può salire parecchi chilometri nell'atmosfera. La pesante ricaduta di cenere bollente e frammenti rocciosi dalle colonne delle eruzioni possono generare colate piroclastiche altamente mobili che possono precipitare per parecchi chikometri lungo i pendii di un vulcano e le valli adiacenti. Lei caduta della colonna dell'emozione può ammantare le aree entro circa 8 km dalla bocca con uno spesso strato di pomice, e i venti di alta quota possono portare la cenere più fine da decine a centinaia di chilometri dal vulcano, creando un rischio per gli aeromobili in volo e particolarmente quelli con i motori a reazione.
Le aree a più alto rischio sono quelle che potrebbero essere colpite dalle colate piroclastiche e dai lahar (vedi mappa). Queste aree, compresa Hat Creek Valley, sono quelle nelle immediate vicinanze e in discesa dai probabili siti di eruzione. La ricaduta di cenere colpirà le aree sottovento al momento di un'eruzione. All'interno delle zone di rischio, l'azzardo relativo è graduale, decrescendo lontano dalla localizzazione delle potenziali bocche.
Dopo un'iniziale eruzione esplosiva, l'estrusione di magma dacitico povero di gas forma comunemente duomi di lava. I duomi di lava in crescita sono intrinsecamente instabili, e il crollo dei loro fianchi ripidi spesso genera colate piroclastiche di blocchi di lava di cenere che possono viaggiare parecchie miglia. Tale sequenza di eventi è registrata dai depositi legati alla messa in posto dei duomi dei Chaos Crags tra 1.100 e 1.000 anni fa.
L'interazione delle colate piroclastiche con neve e ghiaccio può generare colate altamente mobili di fango e detriti (chiamate lahar) che possono precipitare lungo le valli che si allontanano da un vulcano. A causa di ciò, i vulcani attivi che hanno una significativa copertura di neve e ghiaccio possono essere particolarmente pericolosi. I lahar che minacciarono i residenti dell'area di Lassen nel maggio 1915 furono generati da eruzioni relativamente piccole del Lassen Peak. Nondimeno, essi viaggiarono lungo i letti dei torrenti fino a 19 km e rilasciarono colate che colpirono le valli in basso per 48 km.

### Rischi indiretti

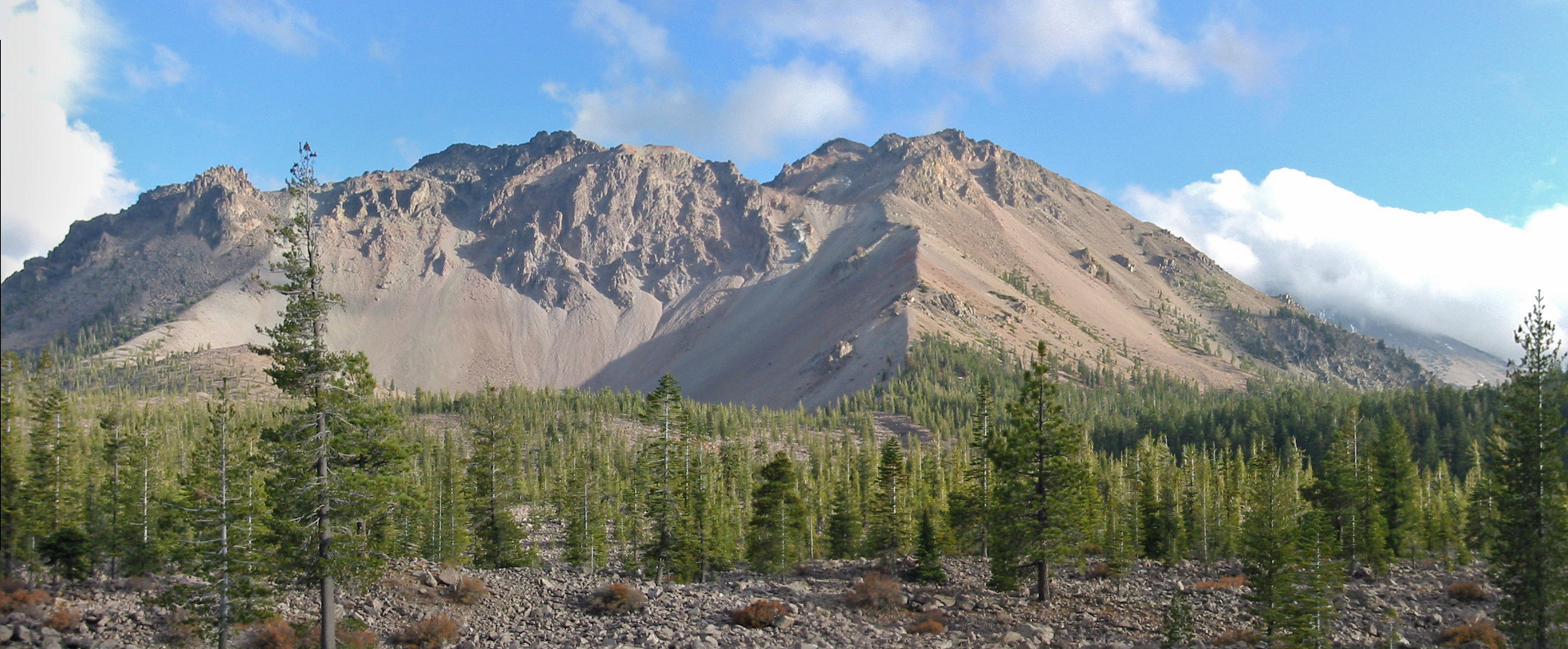
La paura delle frane provenienti dai Chaos Crags spinse alla chiusura del Centro Visitatori nel vicino Lago Manzanita.

Altri rischi vulcanici nella zona di Lassen sono le cadute di massi e le frane non direttamente legate alle eruzioni. I duomi vulcanici eruttati recentemente sono instabili e possono crollare, generando ada piccole a grandi cadute di massi. Approssimativamente 350 anni fa, il crollo di uno dei duomi dei Chaos Crags generò enormi cadute di massi, creando un'area ora chiamata Chaos Jumbles. Il primo e il più grande di questi percorse 6,4 km giù per il pendio e riuscì a salire per 120 m lungo il fianco di Table Mountain. L'innesco della caduta dei massi è sconosciuto, ma fu molto probabilmente un grande terremoto. Anche la normale azione degli agenti atmosferici indebolisce la roccia vulcanica fratturara e contribuisce a piccole cadute di massi. Nell'estate del 1994, una caduta di massi di 9,9 × 10−6 km³ avvenne sul fianco nord-orientale del Lassen Peak. Durante i periodi di pioggia estrema o di scioglimento delle nevi, colate di fango vengono talvolta generate dalla mobilizzazione di detriti e suolo vulcanici sciolti sulle pendici dei vulcani.
La sola attività attuale visibile nell'area vulcanica di Lassen viene dalle varie aree geotermali nel Parco nazionale vulcanico di Lassen: sorgenti calde bollenti, pentole di fango gorgoglianti e fumarole fumanti. La maggior parte di queste formazioni giacciono o sono strettamente adiacenti alla caldera del Monte Tehama. In ciascuna area termale, la più alta temperatura dell'acqua generalmente è vicina al punto di ebollizione che varia secondo l'altitudine della particolare sorgente o fumarola (92 °C a Bumpass Hell e 88 °C sui fianchi nord-ovest del Lassen Peak).
Le più calde e vigorose formazioni idrotermali nell'area vulcanica di Lassen sono a Bumpass Hell, che segna l'area principale di area di scarico del flusso verso l'alto e del vapore proveniente dal sistema idrotemale di Lassen. Un imponente pennacchio di fumo segna il sito del Big Boiler, la più grande fumarola (bocca con vapori e gas vulcanici) del paco. La temperatura del vapore ad alta velocità che scaturisce da essa è stata misurata fino a un'altezza di 322 °F (161 °C). Una sottile crosta di materiale ricopre spesso queste formazioni di acqua bollente, rendendole un serio rischio di ustioni per chiunque cammini fuori dai sentieri. Le acque riscaldate dal vapore delle formazioni sono tipicamente acide e, anche se abbastanza fredde, non sono sicure per la balneazione.